# Trekveer (installatietechniek)

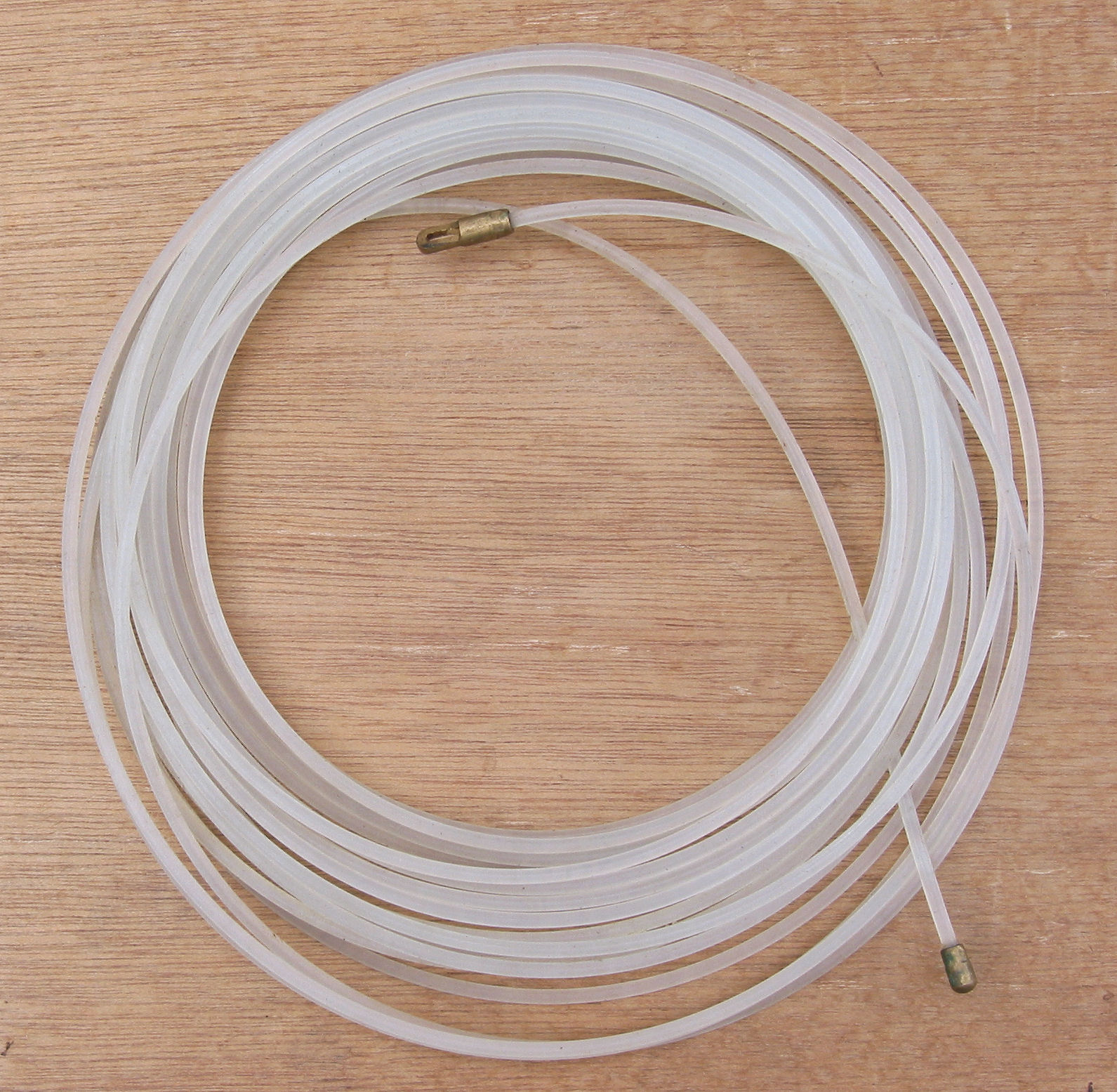
Kunststof trekveer

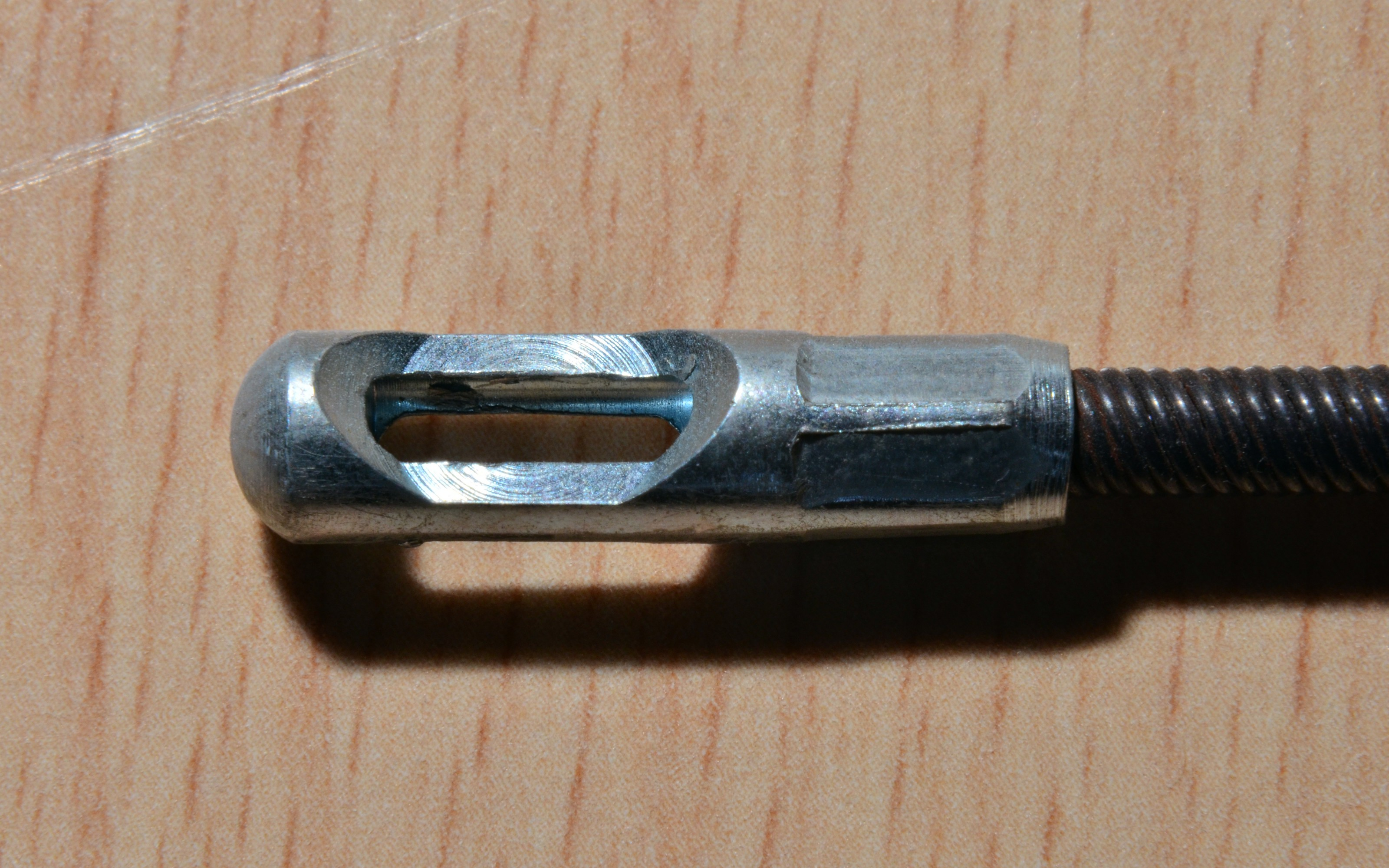
Een (trek)oog aan het uiteinde van een stalen trekveer

Een trekveer is een lange, dunne veer die gebruikt wordt door de elektricien en dient voor het aanbrengen van installatiedraad in installatiebuizen.
Trekveren zijn in verschillende lengtes verkrijgbaar. Het meest gebruikt zijn trekveren van 5, 10, 20, 30 en 50 meter. De te gebruiken lengte is afhankelijk van de buislengte tussen de lasdozen. De trekveren zijn op de uiteinden voorzien van een metalen oog waaraan de installatiedraden kunnen worden bevestigd. Deze ogen hebben een stompe, afgeronde kop, die de doorgang door bochten en langs randen (bijvoorbeeld bij buisverbindingen of lasdozen) vergemakkelijkt.
Trekveren zijn verkrijgbaar in (veren)stalen en kunststof uitvoering. Stalen trekveren zijn spiraalvormig gewonden met strak  tegen elkaar liggende windingen. Ze zijn al dan niet voorzien van een binnenkabel. Trekveren van kunststof bestaan doorgaans uit massief nylon. Voor stalen trekveren is hulpgereedschap verkrijgbaar dat het invoeren van de trekveer, dan wel het trekken van de draden vereenvoudigt. Het inbrengen van de veer gaat meestal moeiteloos door gebruik te maken van een trekveerpomp. Hiermee 'pompt' men de trekveer door de buizen. Het draadtrekken wordt vergemakkelijkt door gebruik te maken van een 'trekapparaat'. Dit is een stuk gereedschap dat bestaat uit een soort handvat dat aan de trekveer wordt bevestigd.

## Draden trekken
Het trekken van de draden in de buizen mag pas gebeuren als alle buizen zijn gelegd en nadat beton, metsel- en ruwe stukadoorswerkzaamheden gereed zijn. Aanbevolen wordt ook, geen draden te trekken bij temperaturen onder de 5 °C omdat dan de vinylmantel van de draden stugger en daardoor kwetsbaarder is. Vóór het draadtrekken worden eerst alle deksels van de dozen verwijderd. Vanuit een geopende lasdoos wordt vervolgens de veer in de leiding geduwd; aan de andere kant van de buis worden de afgestripte, blanke draden aan het oog van de trekveer bevestigd. Daarna worden de draden omgebogen en in elkaar gedraaid. 
Het draadtrekken gebeurt door twee personen: de één voert de draden licht duwend zonder knikken en lussen de buis in; de ander trekt de draden. Dit dient te gebeuren in het verlengde van de buis, met geleidelijk trekken of met kleine rukjes.  Het trekken van draden in een buis die al draden bevat moet worden afgeraden. Bij deze werkwijze schuurt namelijk de trekveer langs de zittende bedrading, en is de kans groot dat de isolatie wordt beschadigd, met alle gevolgen van dien. Daarom behoren de draden niet stuk voor stuk, maar tegelijk de buis in te worden getrokken. 
Bij het draadtrekken moet men steeds de te maken schakelingen goed voor ogen hebben, bij voorkeur als installatietekening. Is dit niet het geval dan kunnen vergissingen niet uitblijven, en zal men vaak draden afknippen op plaatsen, waar dit niet nodig is. 